# Pyramidella insularum
Pyramidella insularum is een slakkensoort uit de familie van de Pyramidellidae. De wetenschappelijke naam van de soort is voor het eerst geldig gepubliceerd in 1922 door Pilsbry.